# Accident d'un Iliouchine Il-62 de Chosonminhang en 1983
L'accident aérien de l'Iliouchine Il-62 de Chosonminhang (Air Koryo) (1983) s'est produit le 1er juillet 1983 lorsqu'un Iliouchine Il-62 exploité par la compagnie aérienne nord-coréenne Chosonminhang (Air Koryo) s'est écrasé en terrain montagneux en  Guinée en Afrique de l'Ouest alors qu'il transportait 23 personnes. L'avion venait de Pyongyang avec du fret de construction et de nombreux travailleurs, en prévision du sommet de l'Organisation de l'unité africaine de 1984 qui devait avoir lieu l'année suivante.
L'accident reste l'accident d'aviation le plus meurtrier de l'histoire de la Guinée ; il s'agit de la dixième perte opérationnelle d'un Il-62 depuis son introduction.